# アメーリア (ラ・スペツィア県)
アメーリア（伊: Ameglia）は、イタリア共和国リグーリア州ラ・スペツィア県にある、人口約4,300人の基礎自治体（コムーネ）。

## 地理

### 位置・広がり
ラ・スペツィア県南東部に所在する。隣接するコムーネは以下の通り。

#### 隣接コムーネ
- レーリチ
- サルザーナ

### 地震分類

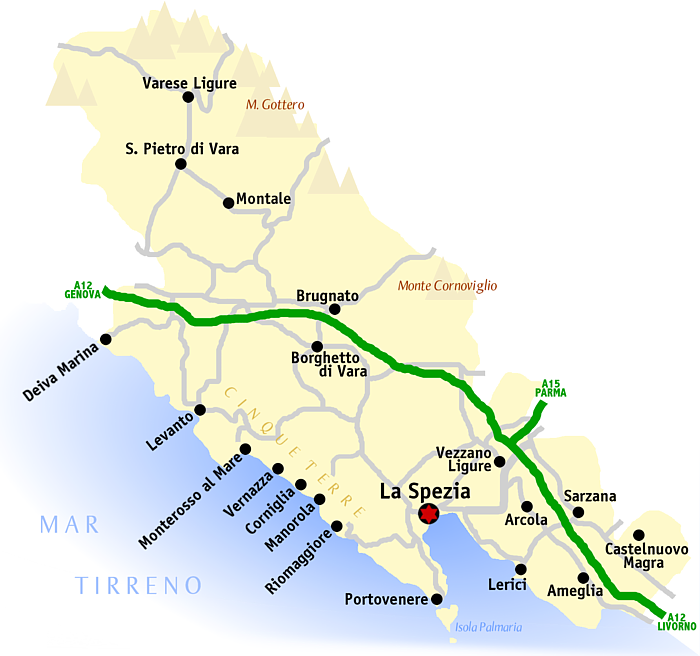
ラ・スペツィア県

イタリアの地震リスク階級 (it) では、3 に分類される
。

## 行政

### 分離集落
アメーリアには、以下の分離集落（フラツィオーネ）がある。
- Bocca di Magra, Cafaggio, Fiumaretta, Montemarcello

## 文化・観光
分離集落 Montemarcelloは、「イタリアの最も美しい村」クラブの加盟メンバーである。